# Ratměřice (zámek)
Zámek Ratměřice se nachází v obci Ratměřice v okrese Benešov, asi deset kilometrů východně od Votic. Klasicistní zámek, jehož historie sahá do začátku 18. století, v současnosti slouží jako ubytovací a kongresové centrum, jehož majitelem je Tomáš Novák. Zámek je kulturní památkou.

## Historie
Historie zámku sahá až do začátku 18. století, kdy původní barokní zámek nechali postavit pánové Kořenští z Terešova. Tato stará česká vladycká rodina vlastnila v letech 1702 až 1719 panství zahrnující také vesnice Jankov a Ratměřice. Kořenští z Terešova pocházeli z Terešova na Plzeňsku. Mezi českou šlechtou se z tohoto rodu prosadil až Václav František, který byl roku 1676 povýšen do panského stavu. Jeho syn Jan Antonín Lukáš byl pak roku 1705 povýšen až do stavu hraběcího. Právě Jan Antonín Lukáš Kořenský koupil roku 1702 Ratměřice spolu s Jankovem. Jankov byl tehdy a je dodnes větší a významnější než Ratměřice, ale původní panské sídlo v Jankově potřebám panstva nevyhovovalo. Proto své sídlo přenesli do Ratměřic, kde tak vznikl barokní zámek. Další známí majitelé zámku byli až baroni ze Sterndhalu, kteří zámek vlastnili v letech 1751 až 1830.

### Chotkové z Chotkova
Do současné podoby zámku v Ratměřicích se výrazně promítlo vlastnictví rodu Chotků. V roce 1830 zámek i téměř celé jankovsko-ratměřické panství koupila hraběnka Henrietta Chotková z Chotků a Vojína za 106 875 zlatých. Roku 1838 došlo ke koupi zbývajícího podílu a od té doby se zámek i panství dostalo do trvalejšího vlastnictví rodu Chotků.
Dne 9. srpna 1853 nechala oba středočeské statky přepsat na syny Ottu a Rudolfa. Ratměřickému zámku se věnoval především Otto Ferdinand Chotek z Chotkova a Vojnína (1816–1889), který byl iniciátorem jeho klasicistní přestavby a zakladatelem přilehlého krajinářského parku. Park se stal známým především dvěma exempláři sekvojovce obrovského, které je zde možné vidět dodnes a jsou největší v České republice.
Otto se nikdy neoženil a zůstal bezdětný. Zemřel ve Vídni ve svém paláci a ve Vídni byl také pohřben. Po jeho smrti prodal zadlužený Jankov s Ratměřicemi a Vlčkovicemi jeho bratr Rudolf v prosinci 1898 Josefovi a Viktorii Černým.

### Dvacáté století
V roce 1925 se novou majitelkou stala Milada Kabešová. Jejím manželem byl Vladimír Kabeš – průmyslník a spoluzakladatel výrobce letadel Aero. Vedle letecké výroby začal roku 1929 vyrábět také automobily, které vynikaly dobrými vlastnostmi a nízkou cenu. Největší úspěch přinesl firmě typ Aero 500. Vladimír Kabeš vedl podnik až do roku 1945. Zemřel o dva roky později ve věku jedenašedesáti let.
Vladimír Kabeš po sobě zanechal jediného syna, po otci také Vladimíra a právníka, který se tak stal posledním z majitelů ratměřického zámku z rodu Kabešů. Po druhé světové válce byl zámek Vladimíru Kabešovi mladšímu znárodněn a od té doby jej vlastnil stát.
Od roku 1946 jej užívali:
- Socialistická akademie Praha, Ústřední výbor Komunistické strany Československa a hotel Paříž.
- V roce 1953 byl v zámku zřízen Kojenecký ústav Ústavu národního zdraví Praha 4.
- Od roku 1972 byl sídlem Ústavu sociální péče pro mládež, řízeného Magistrátem hl. m. Prahy.
- V letech 1972–74 byla uskutečněna oprava střechy zámku, fasády a byly v něm provedeny i vnitřní úpravy.
- V roce 1977 byla zbourána bývalá konírna v severozápadním cípu parku.
- V roce 1990 se začalo se stavbou nového pavilonu Ústavu sociální péče na místě bývalé konírny v zámeckém parku.

V devadesátých letech 20. století byl ratměřický zámek a park v restituci vrácen Vladimíru Kabešovi, Ústav sociální péče budovu zámku uvolnil. I když staronový vlastník žil dlouhodobě v USA, stačil opravit stovky metrů zdí kolem parku a altán v jižní části ohradních zdí. Vladimír Kabeš zemřel 11. dubna 2009 ve Washingtonu ve věku 91 let. Od jeho smrti zámek i park postrádaly soustavnou péči a chátraly.
Obnovy zámku i parku do současné podoby se ujal poslední majitel, podnikatel v polygrafickém průmyslu Tomáš Novák, který zámek koupil v roce 2010. Vybudoval zde hotel s restaurací a kongresovými prostory.

## Zámecký park

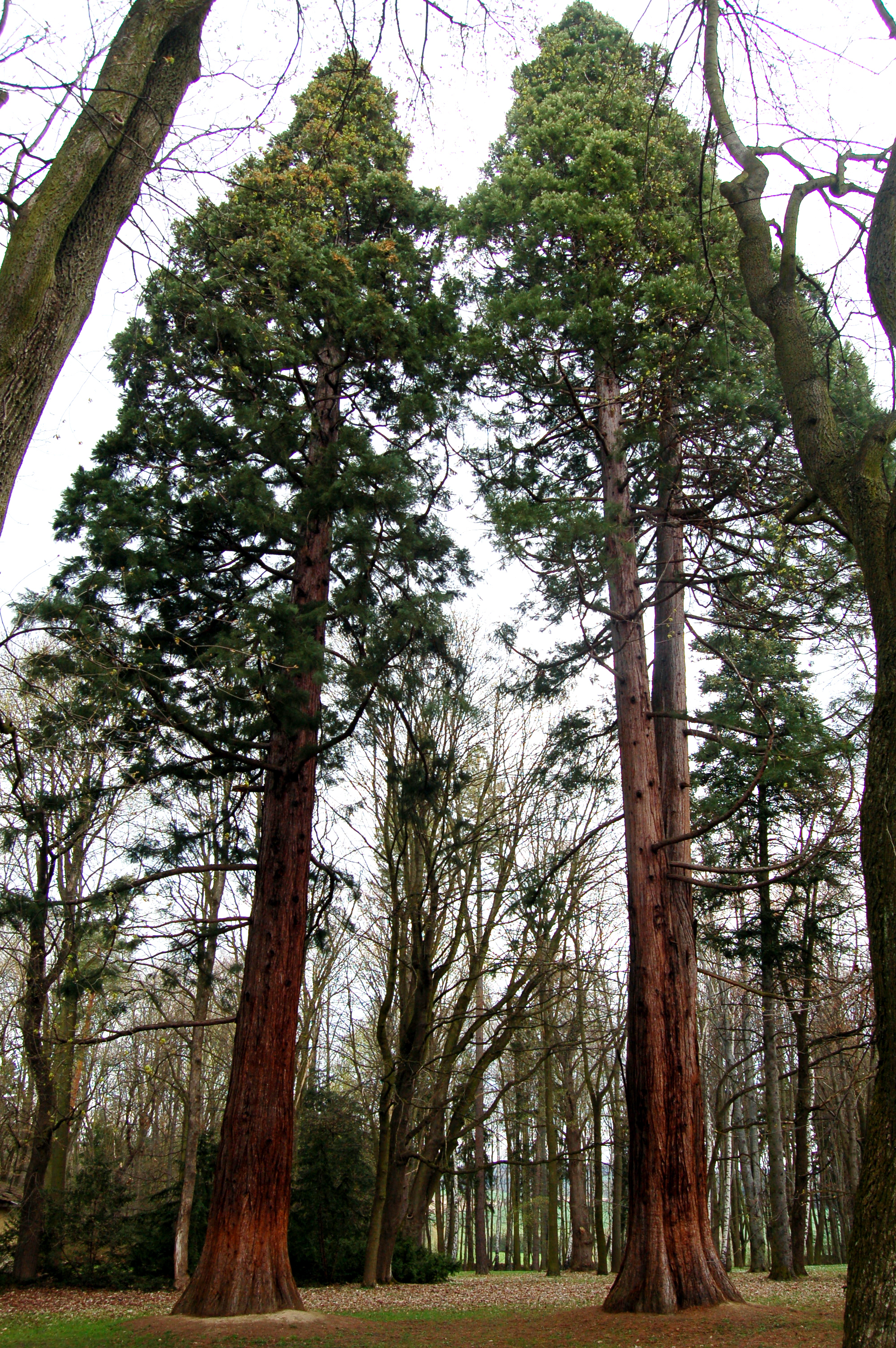
Sekvojovce obrovské

V revitalizovaném zámeckém parku se nachází přes šedesát druhů listnatých a třicet jehličnatých stromů a keřů. Nejvzácnější jsou dva sekvojovce obrovské, které byly vyhlášeny památnými stromy. Sekvojovce jsou nejvyšší zástupci svého druhu v České republice. Oba stromy se tyčí do výšky přes 42 metrů a jsou přes 160 let staré. Nechal je zde vysadit již hrabě Otto Chotek.
V parku dále rostou např. japonské jedle Mikko a jedle Veitchova, jedle kavkazská či jinan dvoulaločný, který je jedním z nejstarších rostlinných druhů vůbec. Roste zde i vzácný smrk východní, pocházející z Malé Asie, nebo liliovník tulipánokvětý.